# Chrysosoma cordieri
Chrysosoma cordieri är en tvåvingeart som beskrevs av Octave Parent 1934. Chrysosoma cordieri ingår i släktet Chrysosoma och familjen styltflugor. Inga underarter finns listade i Catalogue of Life.